# Reynès
Reynès (katalanisch Reiners) ist eine französische Gemeinde mit 1.234 Einwohnern (Stand 1. Januar 2022) im Département Pyrénées-Orientales in der Region Okzitanien. Sie gehört zum Arrondissement Céret und zum Kanton Le Canigou.

## Geographie
Das Gemeindegebiet wird vom Fluss Tech durchquert, in den hier sein Zufluss Ample einmündet.
Nachbargemeinden von Reynès sind Taillet im Norden, Oms im Nordosten, Céret im Osten, Maçanet de Cabrenys (Spanien) im Süden und Amélie-les-Bains-Palalda im Westen und Montbolo im Nordwesten.

## Bevölkerungsentwicklung
| Jahr      | 1962 | 1968 | 1975 | 1982 | 1990 | 1999 | 2013 |
| Einwohner | 663  | 676  | 692  | 787  | 964  | 1203 | 1297 |

## Sehenswürdigkeiten
- Pfarrkirche Saint-Vincent (1727)
- Kapelle Saint-Paul (16. Jahrhundert)
- Kirche Sainte-Marie in Vila (12. Jahrhundert)
- Dolmen du Camp de Seris

## Persönlichkeiten
- Gabriel Domenech (1920–1990), Journalist und Politiker, geboren in Reynès